# 오타니 하야토
오타니 하야토(일본어: 大谷 駿斗, 1997년 1월 17일~)는 일본의 축구 선수이다.

## 구단 경력
그는 2018년 J3리그의 카탈레 도야마에 입단했다. 2020년까지 49경기에 출전하여, 11득점을 넣었다. 2021년 J2리그의 츠바이겐 가나자와로 이적했다. 2023년후 J3리그에 강등했다.